# Juraj Cintula
Juraj Cintula (Bártfa, 1953. március 1. –) szlovák amatőr író, költő. Feleségével Léván él. A Robert Fico szlovák kormányfő elleni merénylete miatt vált ismertté.

## Pályafutása
Ukrán lapok szerint 1980-ban az akkor Szovjetunió részét képező Vilniusba költözött, ahol együtt élt Raisza Vasziljeva szovjet énekesnővel.
2005-ben megalapította a Szivárvány Irodalmi Klubot (Literárny klub DÚHA, neve ellenére nincs köze az LMBT mozgalomhoz), melyben 2019-ig volt aktív. Három verseskötetet és két regényt adott ki, legutóbb 2015-ben. Egyik művében hangot ad a cigányok elleni gyűlöletének. 2015 óta a Szlovák Írószövetség tagja volt.
Az írás mellett nyugdíjazása előtt biztonsági őrként is dolgozott egy lévai bevásárlóközpontban. 2016-ban egy valószínűleg kábítószer befolyása alatt álló fiatal megverte.

### Politikai tevékenysége
2016-ban mozgalmat alapított Léván „Hnutie proti násiliu” (Mozgalom az Erőszak Ellen) néven, mely végül a tervekkel ellentétben nem alakult párttá. YouTube-on közzétett videóiban többek között az erőszak, a gyűlölet és a migráció ellen szólalt fel. Ebben az időszakban a 2022-ben megszűnt, orosz ultranacionalista szervezetekhez kötődő Slovenskí Branci (SB) neonáci, migránsellenes szervezet szimpatizánsa volt (egy rendezvényükön beszédet is mondott), melynek vezetőjét egykori Szpecnaz-katonák képezték ki Oroszországban.
2019-ben a Literárny klub DÚHA (a Fico elleni merénylet után törölt) Facebook-oldalán Hont András újságíró képernyőmentése szerint Cintula több, a Progresszív Szlovákiát és Zuzana Čaputovát dicsérő bejegyzést írt. 2024 februárjában részt vett a különleges ügyészség megszüntetése elleni tüntetésen. A TV Noviny felvétele szerint április 26-án az alsókorompai kormányülés előtt Fico ellen tüntetett, és a videó tanúsága szerint az „Éljen Ukrajna!”, „hazaárulók” és „elég Ficóból” jelszavakat skandálta. A közösségi médiában a Fico elleni merénylet után különböző álhírek kezdtek el terjedni arról, hogy ukrán származású, vagy a Progresszív Szlovákia párt tagja lett volna; ezeket mind a szlovák rendőrség, mind az érintett párt cáfolta és álhírnek minősítette. Cintula fia a sajtó kérdésére csak annyit mondott apja Ficóval kapcsolatos nézeteiről, hogy „nem rá szavazott”.

### Merénylet Robert Fico ellen (2024)
2024. május 15-én legálisan tartott fegyverével merényletet követett el Robert Fico kormányfő ellen a nyitrabányai kultúrház előtt. A helyszínen őrizetbe vették. Őrizetbe vétele után arról beszélt, hogy egy hónapig tervezte a merényletet, mivel nem ért egyet a kormány politikájával, például a köztévé megszüntetésével. Az írószövetség elhatárolódott tőle, és kizárta tagjai közül.
A nehezen behatárolható politikai kötődésű elkövető motivációja a közelgő európai parlamenti választások előtt belpolitikai értelmezési mezőbe került. Szlovákiában Ľuboš Blaha házelnök a progresszíveket, a liberális médiát és az ellenzéket hibáztatta a merényletért. Magyarországi kormánypárti politikusok és sajtótermékek baloldalinak és háborúpártinak nevezik Cintulát: Bayer Zsolt a merénylet másnapján, hajnalban publikált véleménycikkében „kommunista különítményesnek” nevezte, Orbán Viktor miniszterelnök délutáni facebook-bejegyzésében „baloldali aktivistának.” A Magyar Nemzet közvetetten a Progresszív Szlovákia magyarországi testvérpártját, a Momentum Mozgalmat is hírbe hozta a merénylővel. Szintén ez a lap mutatott be olyan képet, amelyen állítólag Cintula Martin Šimečkával a progresszív párt elnökéve állna, ám erről is kiderült, hogy a hír valótlan, s az állítólagos képen egy irodalmi klub elnöke, nem pedig Šimečka látható.
Május 16-án Matúš Šutaj Eštok belügyminiszter azt nyilatkozta róla, hogy „magányos farkas, aki nemrégiben az elnökválasztási kampány során radikalizálódott.” Magyari Péter, a Válasz Online újságírója május 17-én az addig rendelkezésre álló információk alapján így összegzett: „Egyelőre nincs nyoma annak, hogy valamilyen szervezethez tartozott volna, inkább tűnik magányos őrültnek.”

## Művei
- Sen rebela (versek)
- Diptych (versek)
- Osy (versek)
- Eftata (regény, 2015)[10]